# Вольф, Лара
Лара Вольф (нем. Lara Wolf; род. 23 марта 2000, Цамс, Тироль) — австрийская фристайлистка, серебряный призёр чемпионата мира 2025 года, участница зимних Олимпийских игр 2018 и 2022 годов. Призёр этапов Кубка мира.

## Карьера
Лара впервые стартовала на этапе Кубка Европы в начале сезона 2014/15 годов в Штубае, заняв девятое место в слоупстайле. По ходу сезона она пять раз поднималась на подиум, в том числе одержала две победы в слоупстайле. На чемпионате мира среди юниоров 2015 года в Кьезе австрийка финишировала десятой в хафпайпе и четвертой в слоупстайле. В марте 2015 года дебютировала на этапе Кубка мира по фристайлу в Сильваплане, заняв девятое место в слоупстайле.
В 2018 году приняла участие в зимних Олимпийских играх. В слоупстайле она заняла итоговое 16-е место.
Вольф была включена в олимпийскую сборную Австрии для участия в зимних Играх в Пекине. Лара заняла 21-е место место в соревнованиях по биг-эйру и 14-е место в слоупстайле.
На чемпионате мира 2025 года завоевала серебряную медаль в слоупстайле.

### Зимние Олимпийские игры
| Олимпийские игры | Слоупстайл | Биг-эйр |
| ---------------- | ---------- | ------- |
| 2018 Пхёнчхан    | 16         |         |
| 2022 Пекин       | 14         | 21      |

### Чемпионаты мира
| Чемпионат мира     | Слоупстайл | Биг-эйр |
| ------------------ | ---------- | ------- |
| 2017 Сьерра-Невада | 7          | -       |
| 2019 Парк-Сити     | -          | 10      |
| 2021 Аспен         | 7          | 23      |
| 2025 Энгадин       | 2          |         |